# Namibisch rugbyteam (mannen)
Het Namibisch rugbyteam is een team van rugbyers dat Namibië vertegenwoordigt in internationale wedstrijden.
De bijnaam van het Namibisch rugbyteam is de welwitschia's. De welwitschia is een bijzondere plant die bijna alleen maar voorkomt in Namibië.

## Geschiedenis
Er wordt in Namibië rugby gespeeld sinds in 1916 migranten uit Zuid-Afrika de sport introduceerden. Namibië is lange tijd geregeerd door Zuid-Afrika; het was van 1915 tot 1990 onder de naam Zuidwest-Afrika een soort provincie van Zuid-Afrika. Hierdoor konden Namibische spelers ook uitkomen voor het Zuid-Afrikaans rugbyteam. Tot de onafhankelijkheid speelde het team in de Zuid-Afrikaanse competitie. In maart 1990, toen Namibië onafhankelijk werd, werd de nationale rugbybond opgericht. Sindsdien heeft het team veel wedstrijden gespeeld en heeft zelfs tegen Europese toplanden als Italië en Ierland gewonnen. In 1999 kwalificeerde het land zich voor het eerst voor het wereldkampioenschap, en sindsdien was Namibië op elke editie present. Tot op heden echter zonder veel succes, want het land wist nog nooit een wedstrijd te winnen.
Ondanks dat Namibië pas sinds 1990 onafhankelijk is en toen pas de nationale bond opgericht is, worden de tournees die de Britse Eilanden gemaakt hebben in Namibië ook als officiële interlands gezien.

## Wereldkampioenschappen
Namibië heeft aan elk wereldkampioenschap vanaf 1999 deelgenomen. Alle wedstrijden gingen verloren.
- WK 1987: nog niet onafhankelijk
- WK 1991: niet ingeschreven
- WK 1995: niet gekwalificeerd
- WK 1999: eerste ronde (geen overwinningen)
- WK 2003: eerste ronde (geen overwinningen)
- WK 2007: eerste ronde (geen overwinningen)
- WK 2011: eerste ronde (geen overwinningen)
- WK 2015: eerste ronde (geen overwinningen)
- WK 2019: eerste ronde (geen overwinningen)